# アンヘル・コミッツォ
アンヘル・ダビド・コミッツォ・レイバ（スペイン語: Ángel David Comizzo Leiva、1962年4月27日 - ）は、アルゼンチンの元サッカー選手、現サッカー指導者。選手時代のポジションはGK。

## クラブ歴
1982年にプリメーラ・ディビシオンのCAタジェレスで選手となった。1988年にCAリーベル・プレートに移籍。1990年から翌年にかけてはUANLティグレスに期限付き移籍した。
1993年にアメリカ・デ・カリに移籍したが、パフォーマンスが良くなかったため、アルゼンチンに帰国、CAバンフィエルドに加入した。
1996年にクラブ・レオンに完全移籍。1997年のリーグファイナルでは後半アディショナルタイムにクルス・アスルのカルロス・エルモシージョの顔面を蹴りPKとなった。試合自体は血を拭くかどうか尋ねた審判を無視してPKを蹴ったエルモシージョによってクルス・アスルの勝利に終わった。しかしレオンは5年後の2002年に降格し、2012年まで昇格する事すら叶わず、2013年にやっと優勝する事が出来た。他方のクルス・アスルも主要大会の決勝後半アディショナルタイムに悉く失点してタイトルを逃し続け、2013年にやっとコパ・メヒコで優勝、2014年にCONCACAFチャンピオンズリーグで優勝した。このためこの交錯は、血によって呪いがかかったとサッカーファンによって言われるようになり、「コミッツォの呪い」として知られるようになった。
1999年にモナルカス・モレリアに移籍し、リーグ優勝。
2001年にリーベル・プレートに復帰。2003年にアトレティコ・デ・ラファエラに移籍し翌年引退した。

## 代表歴
1990 FIFAワールドカップでネリー・プンピードが負傷したためにアルゼンチン代表に追加招集されたが、出場は無かった。

## 指導歴
2008年に古巣のタジェレスで監督業を始めた。2009年9月にカルロス・レイノソのアシスタントマネージャーとしてケレタロFCに加入。なお、レイノソはコミッツォの呪いの時に彼を指導していた監督である。最終的にレイノソの後任として監督に就任した。